# Мелгев (гміна)
Гміна Ме́лгев (пол. Gmina Mełgiew) — сільська гміна у східній Польщі. Належить до Свідницького повіту Люблінського воєводства.
Станом на 31 грудня 2011 у гміні проживало 9057 осіб.

## Площа
Згідно з даними за 2007 рік площа гміни становила 95.64 км², у тому числі:
- орні землі: 77.00 %
- ліси: 15.00 %

Таким чином, площа гміни становить 20.39 % площі повіту.

## Населення
Станом на 31 грудня 2011:
| Опис     | Загалом | Загалом | Чоловіки | Чоловіки | Жінки | Жінки |
| -------- | ------- | ------- | -------- | -------- | ----- | ----- |
| одиниця  | осіб    | %       | осіб     | %        | осіб  | %     |
| все      | 9057    | 100     | 4408     | 48.67    | 4649  | 51.33 |
| міське   | 0       | 100     | 0        |          | 0     |       |
| сільське | 9057    | 100     | 4408     | 48.67    | 4649  | 51.33 |

## Сусідні гміни
Гміна Мелгев межує з такими гмінами: Свідник, Вулька, Глуськ, Ленчна, Мілеюв, Пяски.